# 阿爾泰淖爾烏梁海
阿勒坦淖（諾）爾烏梁海（羅馬化：Altın köldiŋ Uraŋkay），讹作“阿爾泰淖（諾）爾烏梁海”，是清代科布多所屬烏梁海的一個部落，編為二旗。在阿爾泰烏梁海西北。乾隆二十二年（1757年）歸附清朝，後隸屬於科布多參贊大臣。其牧地大致相當於今俄羅斯阿尔泰共和国全境、阿爾泰邊疆區東部及哈薩克斯坦東哈薩克斯坦州東北一隅。同治三年（1864年），根據《中俄勘分西北界約記》，阿爾泰淖爾烏梁海被俄國割佔。其地居民主要是操突厥語系阿爾泰語的林中狩獵部落，俄國稱其為“衛拉特人”，1948年後改稱阿爾泰人。
“阿爾泰淖爾烏梁海”为清朝所用称呼，其自称为“特楞古特”。“阿勒坦淖爾”这个蒙古语地名在当地突厥语中称“阿勒屯库勒”，均为“金湖”之意。阿爾泰烏梁海的“阿爾泰”则有“金山”之称。

## 范围
乾隆年间清朝招抚乌梁海时，清兵大本营在达尔钦图河流域附近的阿勒和硕（今阿尔泰共和国阿克塔什），而哈屯河流域非常驻兵。按照俄方记载，清属乌梁海人主要是属阿克别克（白骨头，突厥人指贵族出身）的阿尔泰族，当地人称丘依·兀鲁思（Chui Volost），瓦西里·拉德洛夫认为位于该地吹河戈壁草原的游牧部落在此時向清朝和沙俄双重朝贡，別·阿·契哈切夫称特楞古特人（阿勒坦淖尔乌梁海）的本部位于库赉草原。

## 歷史
阿勒坦淖爾烏梁海原由準噶爾統治，噶尔丹策零时，特楞古特是准噶尔汗国的二十四个鄂托克之一。乾隆年間滅準噶爾，招撫烏梁海各部落。乾隆二十二年（1757年），阿勒坦淖爾烏梁海宰桑特勒伯克、扎爾納克率部內附，授總管。乾隆二十三年（1758年），置阿勒坦淖爾烏梁海二旗，每旗設總管一人。二十七年，定二旗各設佐領二人。其牧地“南與杜爾伯特接界，東與唐努烏梁海接界，西與哈薩克接界，北與俄羅斯接界。”
道光以後邊政漸弛，清兵往往不再到阿勒坦淖爾烏梁海一帶巡查邊界卡倫、鄂博。俄羅斯人乘機在該部境內的吹河流域築城。咸豐十年（1860年）中俄訂立《北京條約》及其後的《中俄勘分西北界約記》，將阿勒坦淖爾烏梁海割讓予俄罗斯帝国。同治六年（1867年）十月，阿勒坦淖爾總管莽岱（Мандай）奏報俄人收繳他及總管齐察罕（Чычкан）的印信。齐察罕在归属俄国後也称为齐察罕·捷瑟格舍夫。
俄國將其劃入托木斯克省。1922年6月1日，苏维埃俄国在其地成立“卫拉特自治州”（一譯“奧伊羅特自治州”），1948年1月7日改名為戈爾諾-阿爾泰自治州。1992年改为阿尔泰共和国。

## 延伸阅读
[在维基数据编辑]
 《清史稿/卷524》，出自趙爾巽《清史稿》

### 引用
1. 1 2  吕一燃. . 《中国北部地区史研究》 (黑龙江教育出版社). 1991年: 第55页.
2. ↑  湖滨北语见кӧл （页面存档备份，存于）
3. ↑  .   [2024-08-10]. （原始内容存档于2024-10-07）.
4. ↑  光緒《會典事例》卷九百六十六理藩院疆理
5. ↑  吕一燃. . 《中国北部地区史研究》 (黑龙江教育出版社). 1991年: 第54页.
6. ↑  《苏联百科手册》戈爾諾-阿爾泰自治州條

### 书籍
- 光緒《欽定大清會典事例》，全国图书馆文献缩微复制中心影印殿本
- 《清史稿》，中華書局點校本
- 譚其驤等，1974，《中國歷史地圖集》，北京：中國地圖出版社
- A. M. 普罗霍罗夫主编，本书译审委员会译，1986，《苏联百科辞典》第二版，北京：中国大百科全书出版社
- 新疆社会科学院历史研究所，1987，《新疆地方历史资料选辑》 ，北京：人民出版社
- A. M. 普罗霍罗夫主编，中国社会科学院苏联东欧研究所翻译组译，1988，《苏联百科手册》，济南：山东人民出版社